# Asarum nobilissimum
Asarum nobilissimum Z.L.Yang – gatunek rośliny z rodziny kokornakowatych (Aristolochiaceae Juss.). Występuje naturalnie w środkowych Chinach – w prowincji Syczuan. 

## Morfologia
PokrójBylina z pionowymi kłączami o średnicy 2–3 mm.
LiściePojedyncze, mają owalnie sercowaty kształt. Mierzą 5–11 cm długości oraz 5–10 cm szerokości. Są zielone z białymi plamkami, od spodu nieco owłosione. Blaszka liściowa jest o sercowatej nasadzie i spiczastym wierzchołku. Ogonek liściowy jest mniej lub bardziej owłosiony i dorasta do 2–5 cm długości.
KwiatySą promieniste, obupłciowe, pojedyncze. Okwiat ma dzwonkowato okrągły kształt i zielonkawą barwę, dorasta do 3–5 cm długości oraz 4–6 cm szerokości. Listki okwiatu mają owalny kształt, z trójkątnymi plamami u podstawy. Zalążnia jest niemal dolna z wolnymi słupkami.

## Biologia i ekologia
Rośnie w lasach. Występuje na wysokości od 800 do 1100 m n.p.m. Kwitnie w maju.